# ألان دزاغويف

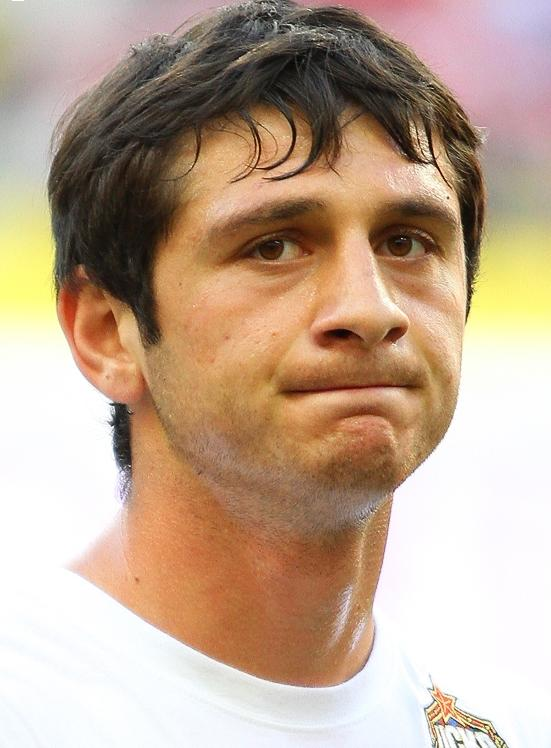

ألان دزاغويف (بالروسية: Алан Дзагоев) (مواليد 17 يونيو 1990) هو لاعب كرة قدم روسي من أصل أوسيتي ويلعب لصالح سسكا موسكو. يجيد اللعب كلاعب خط وسط مهاجم. أستدعي دزاغويف للمشاركة مع منتخب بلاده في نهائيات كأس أمم أوروبا 2012 وسجل هدفين في المباراة الأولى أمام جمهورية التشيك لينتهي اللقاء بفوز روسيا 4–1.

## وصلات خارجية
- ألان دزاغويف على موقع الاتحاد الدولي (مؤرشف)  (الإنجليزية)
- ألان دزاغويف على موقع الاتحاد الأوربي (الإنجليزية)
- ألان دزاغويف على موقع قاعدة بيانات كرة القدم.إي يو (الإنجليزية)
- ألان دزاغويف على موقع بيانات كرة القدم. دي إي (الألمانية)
- ألان دزاغويف على موقع ناشيونال فوتبول تيمز (الإنجليزية)
- ألان دزاغويف على موقع Soccerway.com (الإنجليزية)
- ألان دزاغويف على موقع عالم كرة القدم.نت (الإنجليزية)
- ألان دزاغويف على موقع كووورة